# 神楽

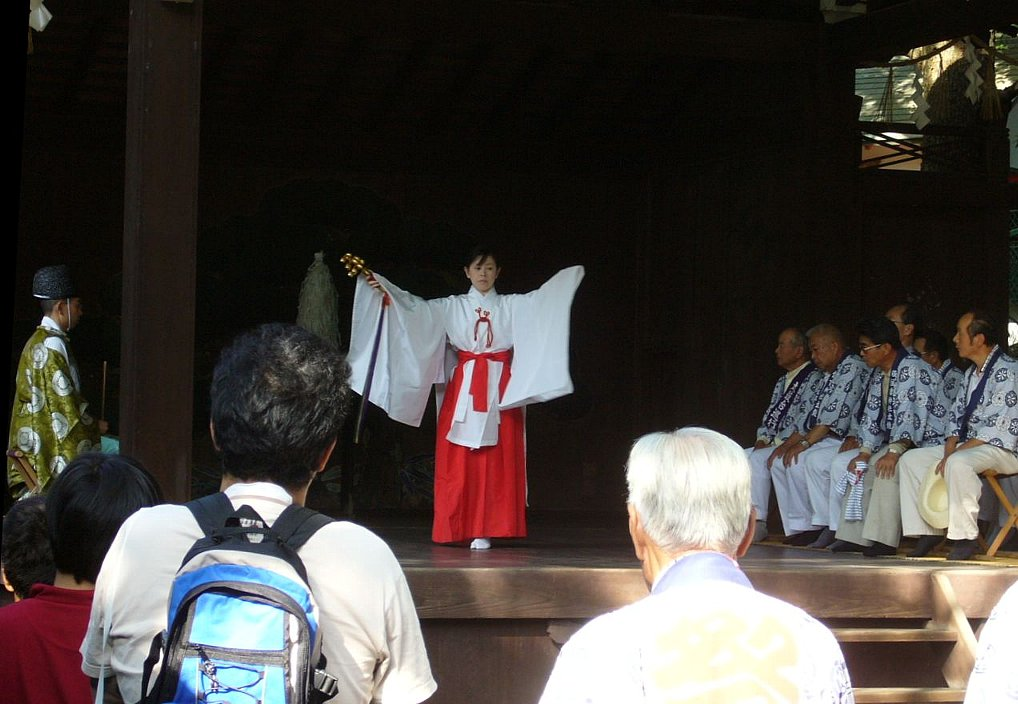
巫女神楽

神楽（かぐら）は、日本の神道の神事において神に奉納するため奏される歌舞。

## 概要
神社の祭礼などで見受けられ、まれに仏教寺院でも行われる。平安時代中期に様式が完成したとされ、約90首の神楽歌が存在する。神社に「神楽殿」がある場合、神楽はそこで行われる事が多い。
一般に、「かぐら」の語源は「神座」（かむくら・かみくら）が転じたとされる。神座は「神の宿るところ」「招魂・鎮魂を行う場所」を意味し、神座に神々を降ろし、巫・巫女が人々の穢れを祓ったり、神懸かりして人々と交流したりするなど神人一体の宴の場であり、そこでの歌舞が神楽と呼ばれるようになったとされる。『古事記』『日本書紀』の岩戸隠れの段でアメノウズメが神懸りして舞った舞いが神楽の起源とされる。アメノウズメの子孫とされる猿女君が宮中で鎮魂の儀に関わるため、本来神楽は本来、招魂や鎮魂、魂振に伴う神遊びだったとも考えられる。
神楽は、宮中の御神楽（みかぐら）と、民間の里神楽（さとかぐら）に分けられる。また幾つかの神社では、近代に作られた神楽も行われている。
国の重要無形民俗文化財に指定されている神楽が2022年10月時点で40あり、このうち20都道県の29神楽の保存に取り組む71団体と所在地自治体が同月11日、「全国神楽継承・振興協議会」の設立総会を開いた。設立を呼び掛けた宮崎県内だけで22市町村に204の神楽があるが、地方の人口減少で存続が危ぶまれている神楽もある。

### 神楽殿
神楽を舞うための施設を神楽殿（神楽堂、楽殿）という。
舞楽専用の施設を舞殿として区別することがある。
特に里神楽では様々な用途の舞台（演舞場、演武場、音楽堂）、ライブステージ、コンサート会場として利用されることもある。

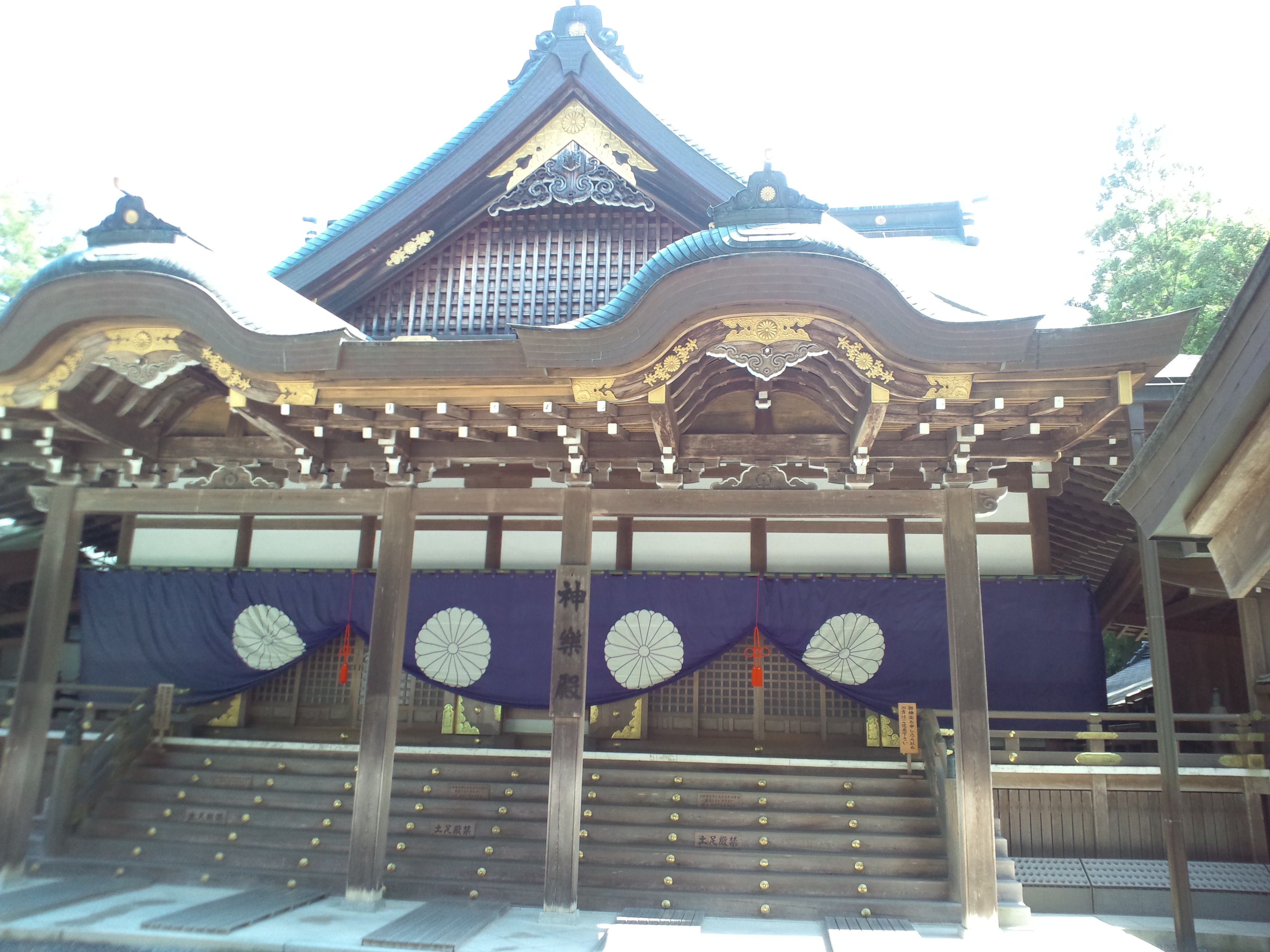
伊勢内宮
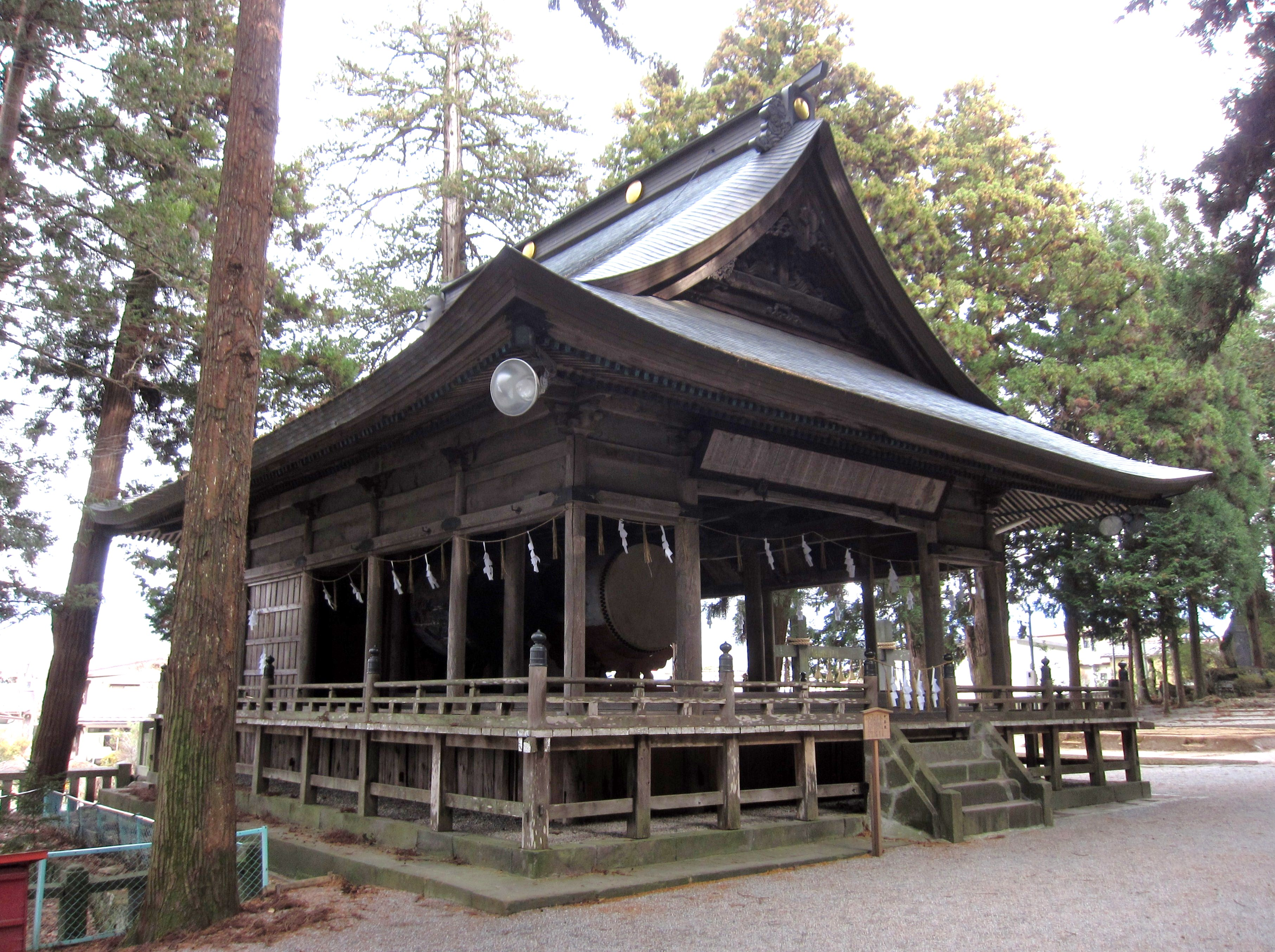
諏訪大社 本宮
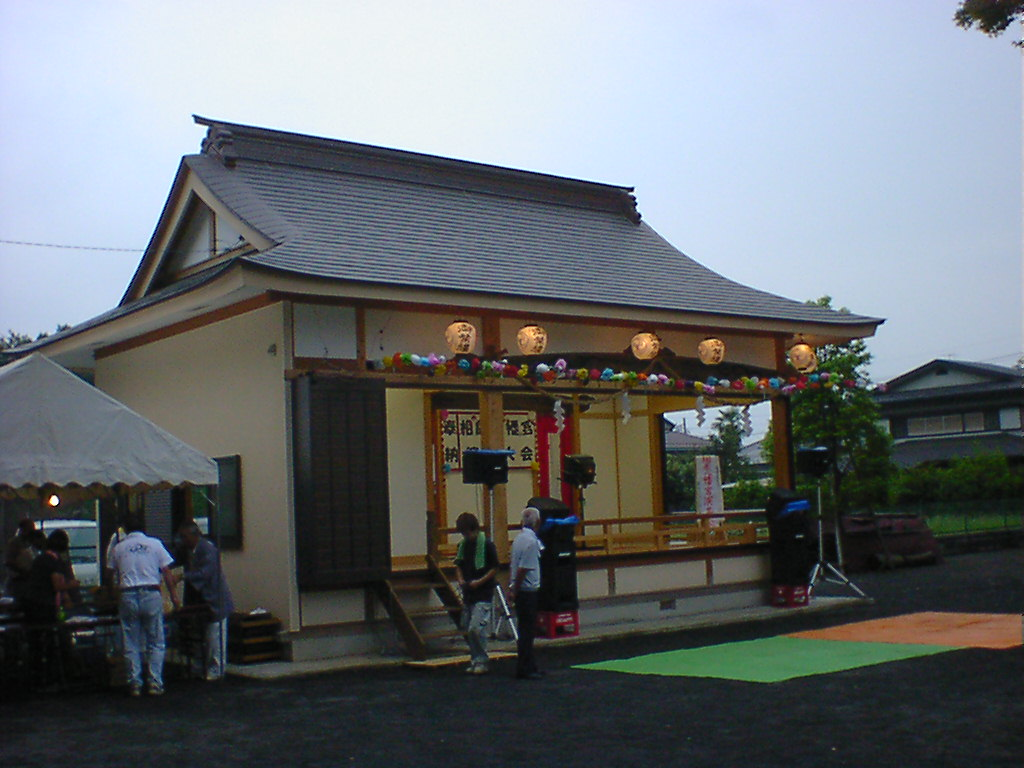
小規模の神楽殿

## 御神楽

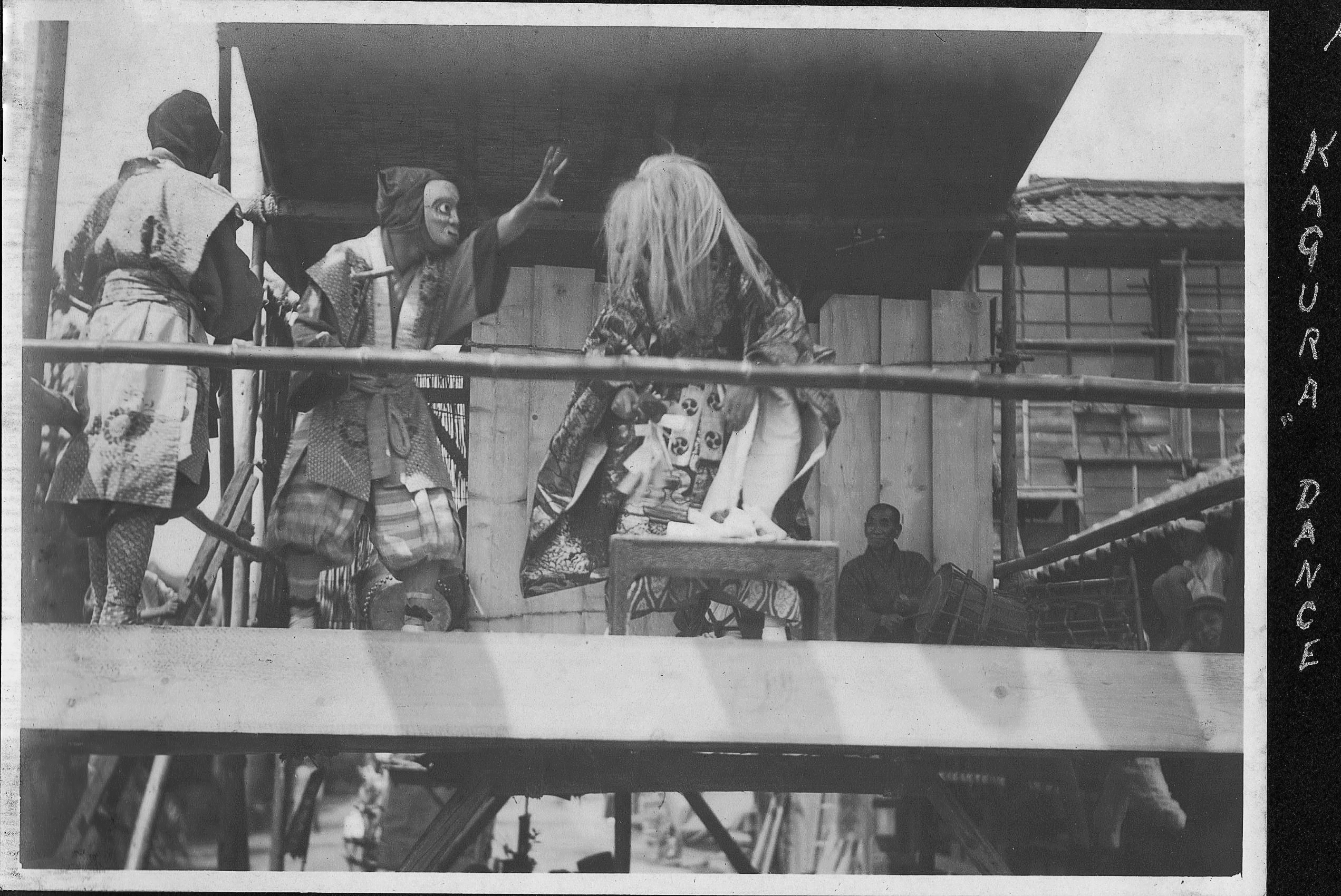
神楽のダンス（1914年）

宮中（皇居）の賢所で行われる御神楽（賢所御神楽）を指し、古くは「内侍所御神楽」と言われた。雅楽（国風歌舞）に含まれる。大嘗祭の清暑堂での琴歌神宴（神楽）、賀茂臨時祭の還立の神楽、園并韓神祭の神楽、石清水八幡宮臨時祭の神楽が起源になったという。長保4年（1002年）あるいは寛弘2年（1005年）から隔年で行われ、後に毎年の行事となった。
明治41年（1908年）の皇室祭祀令で「小祭」の一つと定められたが、太平洋戦争敗戦後の1947年に祭祀令は廃止された。
現在も毎年12月中旬に宮内庁式部職楽部によって、簡略化された御神楽が賢所や大嘗祭でも同様に行われる。系譜などは、平出久雄の研究に詳しく纏められている。

## 里神楽

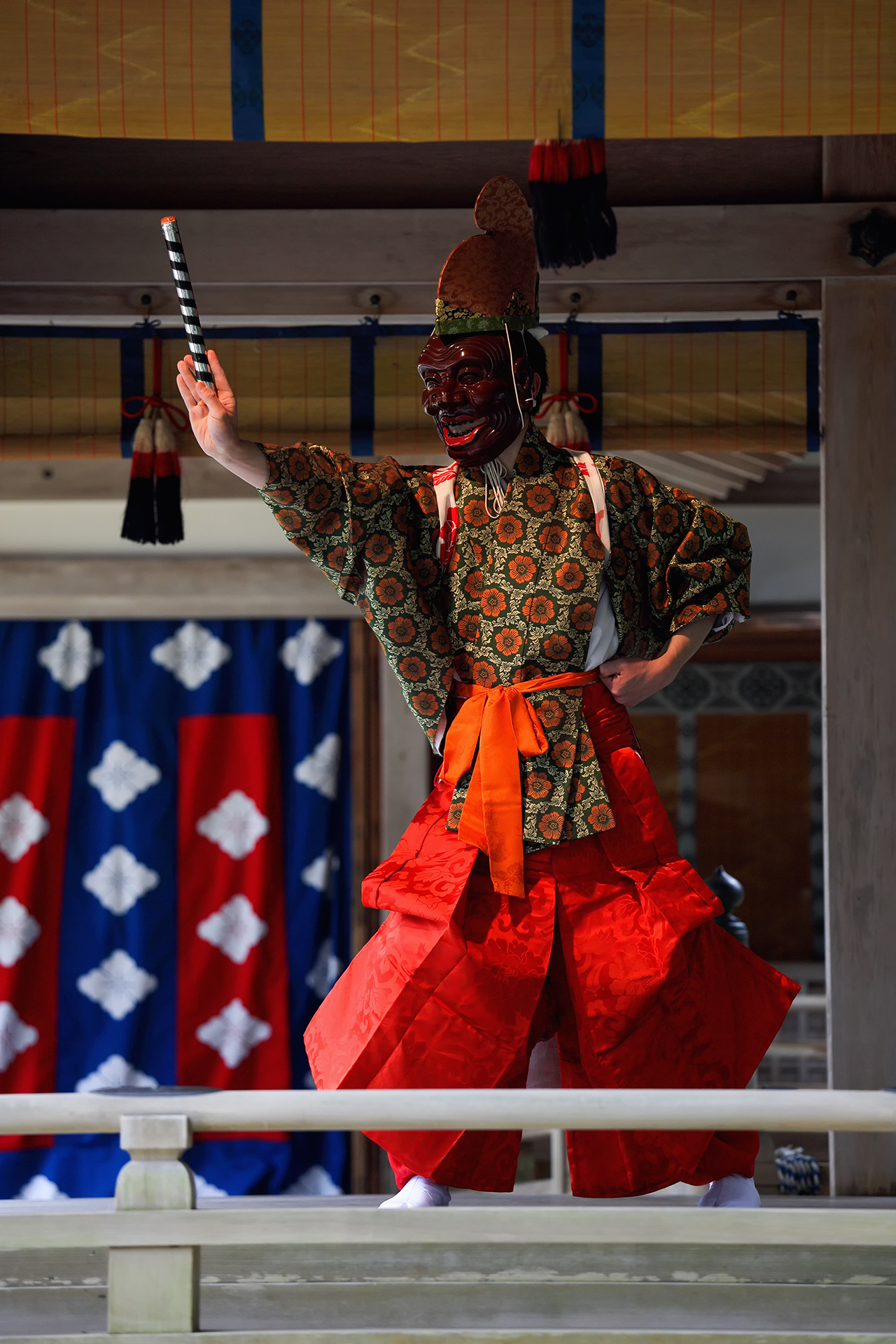
彌彦神社の大々神楽

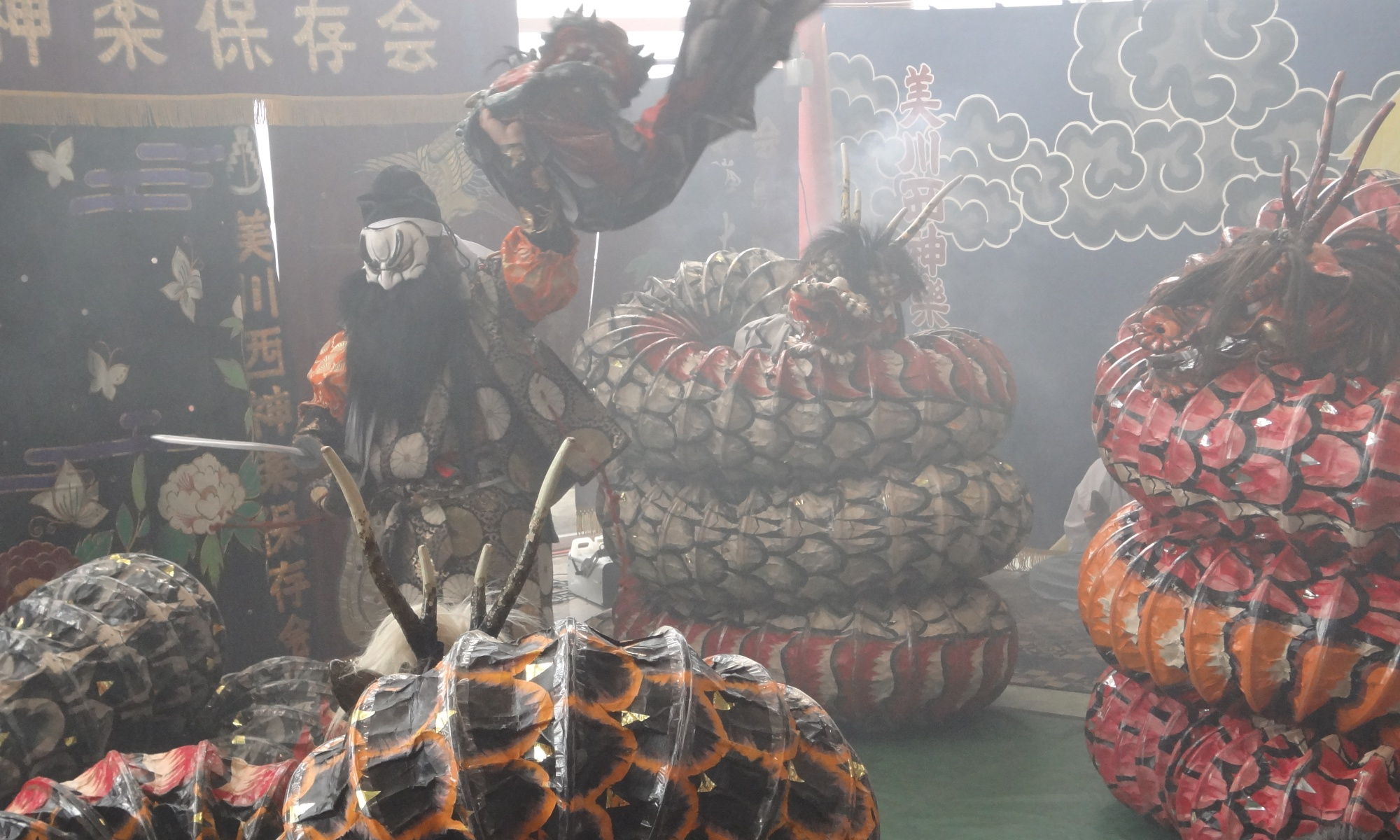
石見神楽（演目は『大蛇』）

一般的に「神楽」と言われるもの。里神楽という語は御神楽と対比して用いられ、狭義では関東の民間の神楽を指す。芸能研究者の本田安次（1906年-2001年）がさらに下記4系統へ分類したが、各地の神楽にはこれらの要素が混合している場合があるなど、この分類では不都合もあるため近年は里神楽の分類の見直しも考えられている。
巫女神楽（神懸かり系・早乙女系）
巫女が舞う神楽。本来は神懸かりのための舞であったが様式化して、祈祷や奉納の舞となった。前者の特徴は順んどである。鈴、扇、笹や榊、幣など依り代となる採物を持って舞う。
採物神楽（出雲流神楽）
出雲国（現在の島根県東部）佐陀大社の御座替神事を源流とする。この神事（佐陀神能）は取り替えた御座を清めるための採物舞と、日本神話や神社縁起などを劇化した神能から成り、この出雲流神楽の流れを汲んで演劇性・娯楽性を高め、独自の変化を遂げた神楽が中国地方を中心として全国へ広がっている。
湯立神楽（伊勢流神楽）
湯立と結びついた神楽。伊勢外宮の摂末社の神楽役たちが行ったものが各地へ広まったとされる。霜月神楽、花祭とも言われる。釜で湯を沸かし、巫女などが自身や周囲の人にその湯をかけて清める「湯立」に、採物または着面の神楽が加わる。
獅子神楽
獅子舞の一種。風流系とは異なり、獅子頭を神体として各地を巡って祈祷やお払いを行う。二系統あり、東北地方の山伏神楽と、伊勢などの太神楽がある。

## 神楽面
神楽面は、神楽に用いられる面で地方に伝わる里神楽で使用する。宮中の御神楽では用いない。前段の鎮魂の儀式としての神楽の、舞人や採物を清める清めの舞や、湯立などには面を用いない。その後、神の降臨を仰ぎ行う部分に、猿楽・田楽や近世に能・狂言の仮面の影響で製作された面を用いた舞が行われる。これらと違い、島根県の柳神楽や、宮崎県の高千穂神楽では鬼面が使用されている。
般若面、天狗面、鍾馗面、蛇頭面おかめ面、ひょっとこ面、 王鼻面、狐面、鬼面などがある。

### 太神楽

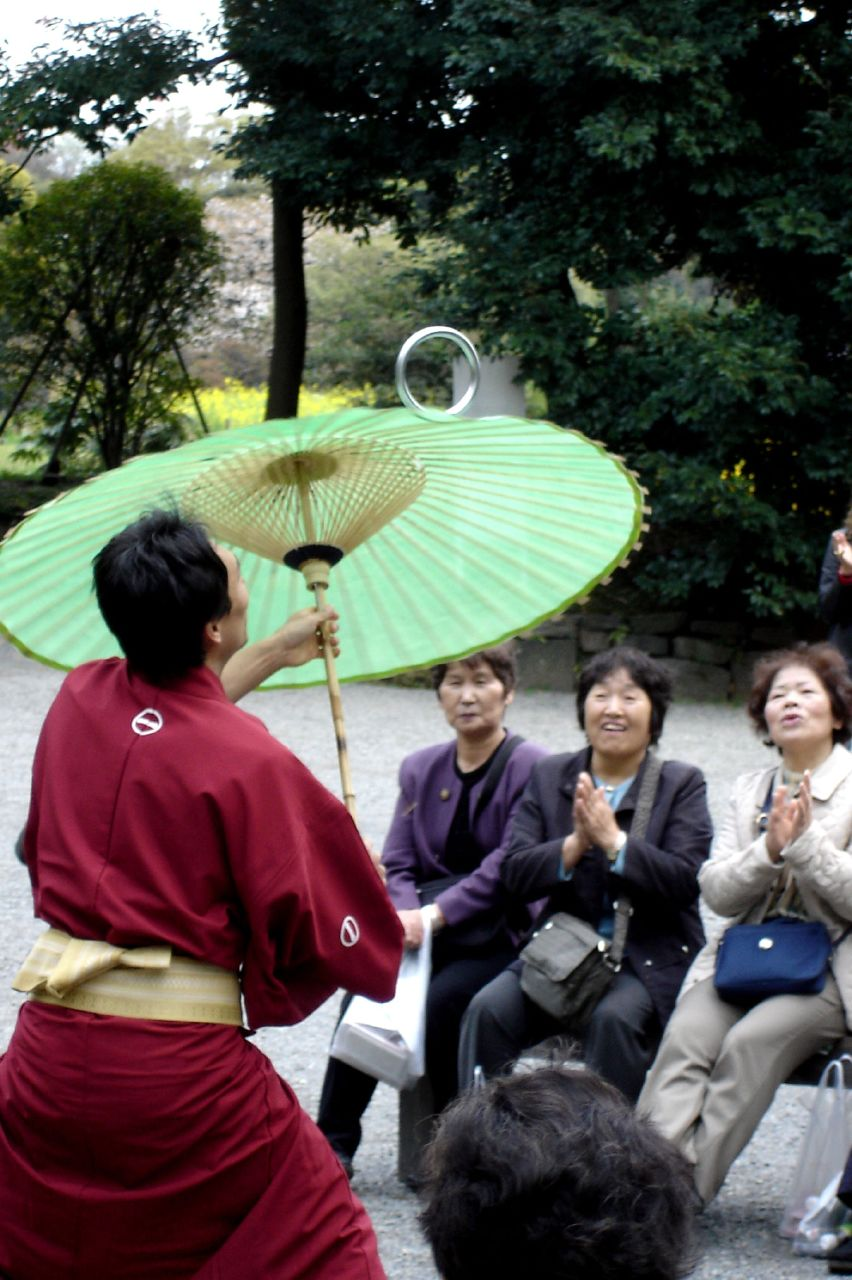
太神楽曲芸『傘の曲』

伊勢神宮や熱田神宮の神人が各地を巡って（回檀）、神札を配り、竃祓いや村の辻での悪魔祓いとして行った神楽。大神楽、代神楽とも。獅子舞と曲芸から成る。余興だった曲芸は舞台芸としての太神楽に発展、江戸太神楽や水戸大神楽となった。江戸時代末期からの寄席では神楽よりも演芸色の強い曲芸（ジャグリング）の方が多く演じられた。寄席での神楽は落語、講談とは違い色物とされることが多く太神楽曲芸と言う。